# Euxestus globosus
Euxestus globosus is een keversoort uit de familie dwerghoutkevers (Cerylonidae). De wetenschappelijke naam van de soort werd in 1922 gepubliceerd door Gilbert John Arrow.